# Rosario del Tala
Rosario del Tala é um município da província de Entre Ríos, na Argentina.